# Udea hyalistis
Udea hyalistis is een vlinder uit de familie van de grasmotten (Crambidae), uit de onderfamilie van de Spilomelinae. De wetenschappelijke naam van deze soort is voor het eerst voorgesteld als Pyrausta hyalistis door Oswald Bertram Lower in een publicatie uit 1901.
De soort komt voor in Australië (Victoria).